# Bataille navale de Hel
Pour les articles homonymes, voir Bataille au large de Hel et Bataille de Hel.
La bataille navale de Hel était un raid naval qui a eu lieu le 29 juillet 1571, lorsqu'un escadron de la marine royale dano-norvégienne a attaqué les ports de baltiques de Puck et Hel, détruisant ou capturant quinze navires de la flotte corsaire (en polonais : Flota kaperska) du Commonwealth polono-lituanien, et ramenant ceux qui avaient été capturés à Copenhague.

## Contexte
Après la conclusion de la guerre nordique de Sept Ans, les corsaires polono-lituaniens et suédois ont continué d'attaquer les navires marchands qui commerçaient avec le tsarat de Russie via le port de Narva. Bien que les Polonais-Lituaniens et les Suédois se soient abstenus d'attaquer directement la flotte dano-norvégienne, le Danemark considérait tous ces raids comme étant de la piraterie. Dans ces circonstances, Copenhague décida de prendre des mesures à l'encontre de la Pologne-Lituanie.

## La bataille
En juillet 1571, un escadron de dix-huit navires danois commandés par un amiral danois, Franke, pénétra dans les eaux de la baie de Gdańsk. Le 29 juillet près de Hel, les Danois attaquèrent et détruisirent deux navires polono-lituaniens, commandés par Krzysztof Minckenbeck, après quoi une équipe de débarquement danoise descendit à terre et pénétra dans la péninsule de Hel sans rencontrer de résistance.
Le même jour, des navires dano-norvégiens sont entrés dans la baie de Puck, où huit navires de guerre polono-lituaniens et cinq navires capturés étaient stationnés. Les Dano-Norvégiens ont brisé la résistance des corsaires polono-lituaniens et ont capturé les treize navires, les emmenant à Copenhague. À la suite du raid, les effectifs de la marine polono-lituanienne ont été réduits de moitié.

## Conséquences
Fin août 1571, des navires dano-norvégiens réapparaissent dans la baie de Gdańsk. Cette fois, les Polono-Lituaniens avaient été prévenus à l'avance, et tous les navires de guerre polono-lituaniens avaient quitté Puck, naviguant vers le port de la ville de Gdańsk, où ils trouvèrent protection. Pendant deux semaines, la flotte dano-norvégienne a bloqué Gdańsk, exigeant que tous les navires à l'intérieur de Gdańsk lui soient remis. Les autorités de Gdańsk ayant refusé, un blocus dano-norvégien a été décrété sur la ville, conduisant à l'arrestation dans l'Øresund de trente-quatre marchands qui se dirigeaient vers Gdańsk. La victoire dano-norvégienne a prouvé que les corsaires polono-lituaniens, bien qu'assez expérimentés pour garder le littoral de la République, étaient incapables de sortir vainqueurs d'un engagement avec la marine royale dano-norvégienne.